# Phlyctimantis boulengeri
Phlyctimantis boulengeri là một loài ếch thuộc họ Hyperoliidae.
Loài này có ở Cameroon, Bờ Biển Ngà, Guinea Xích Đạo, Ghana, Guinea, Liberia, và Nigeria.
Môi trường sống tự nhiên của chúng là rừng ẩm vùng đất thấp nhiệt đới hoặc cận nhiệt đới, đầm nước ngọt có nước theo mùa, và rừng trước đây suy thoái nghiêm trọng.
Chúng hiện đang bị đe dọa vì mất môi trường sống.